# Cyocyphax praonetoides
Cyocyphax praonetoides är en skalbaggsart som beskrevs av Thomson 1878. Cyocyphax praonetoides ingår i släktet Cyocyphax och familjen långhorningar. Inga underarter finns listade i Catalogue of Life.